# Ea Wy
Ea Wy là một xã thuộc tỉnh Đắk Lắk, Việt Nam.

## Địa lý
Theo thống kê năm 2009, xã Ea Wy có diện tích 60,42 km², dân số là 11.553 người, mật độ dân số là 191,2 người/km²
Ngày 16 tháng 6 năm 2025, sáp nhập xã Cư A Mung, Cư Mốt vào xã Ea Wy. Xã có diện tích tự nhiên hiện tại là 214,17 km².